# Ángel Deschamps Falcón
Angel Rafael Deschamps Falcón (26 de septiembre de 1955) es un empresario y político mexicano.
Presidente de la Cámara Nacional de la Industria de Transformación (CANACINTRA) en Veracruz1995-1998.
Presidente Municipal de Boca del Río 1998 - 2000, Primer alcalde en la historia del municipio emanado de la oposición al gobierno priista así como primer panista en ocupar dicho cargo, su gobierno se distinguió por pavimentar la mayoría de las calles del municipio, así como implementar por primera vez en el estado programas como el miércoles ciudadano en el cual se llegó a resolver hasta el 98% de las peticiones ciudadanas. 
Diputado al Congreso de Veracruz 2001 - 2004,  fungió cómo Vicepresidente de la mesa directiva del Congreso en dónde se opuso firmemente a la adquisición de nueva deuda para el estado.
Coordinador regional del Sistema Nacional de Seguridad Pública 2005 - 2006, encargado de Puebla, Tlaxcala y Morelos. 
Diputado federal por el IV Distrito Electoral de Veracruz 2006 - 2008, electo con la votación distrital más alta en el estado sin perder una sola casilla en el distrito 4 de Veracruz- Boca del Río. 
Director general de Opciones Productivas en SEDESOL 2008 - 2009 en donde su principal encomienda fue terminar con la corrupción en dicho programa social. 
Director general del Instituto Veracruzano de Desarrollo Municipal 2016- 2018.
Coordinador Estatal de la asociación  México Libre 2019-2021.